# Mikołów (stacja kolejowa)
Mikołów – stacja kolejowa w Mikołowie, w województwie śląskim, w Polsce. Obsługuje ruch pasażerski do Katowic, Rybnika, Wodzisławia Śląskiego, Raciborza oraz do Chałupek i Bogumina. Do czasu likwidacji przez przewoźników kolejowych nierentowych linii istniały bezpośrednie połączenia osobowe oraz pośpieszne m.in. do Częstochowy, Ełku, Krakowa, Olsztyna oraz Ostrawy Głównej.

## Ruch pasażerski
| Rok  | Wymiana pasażerska na dobę |
| ---- | -------------------------- |
| 2017 | 500-699                    |
| 2022 | 700-999                    |

Kolej dotarła do Mikołowa w 1856 roku - miasto zyskało wówczas połączenie z Orzeszem, a niecałe dwa lata później z Ligotą. Powstał okazały budynek dworca z restauracją, który spłonął w czasie walk w styczniu 1945 roku. Obok ruin postawiono drewniany (później murowany) barak, który pełnił funkcję dworca aż do 1993 roku, kiedy wybudowano nowy budynek dworca (niemal w tym samym miejscu, co pierwotny).
W 2010 roku kasy biletowe w budynku zostały zamknięte, obecnie (2025) nie działa również poczekalnia.